# Elaeocarpus nitidus
Elaeocarpus nitidus är en tvåhjärtbladig växtart som beskrevs av William Jack. Elaeocarpus nitidus ingår i släktet Elaeocarpus och familjen Elaeocarpaceae.

## Underarter
Arten delas in i följande underarter:
- E. n. macrophyllus
- E. n. pseudovelutinus
- E. n. salicifolius
- E. n. velutinus
- E. n. wrayi